# Il gioco delle spie
Il gioco delle spie è un film del 1966 diretto da Paolo Bianchini.
È un film di spionaggio italiano e francese con Roger Hanin, Rory Calhoun e Evi Marandi.

## Trama
Quattro agenti al servizio dei sovietici, vengono in possesso di una valigetta che contiene alcuni documenti scottanti, ma si tratta di un'intesa tra gli occidentali e un emirato per la fornitura di armi in cambio del petrolio.

## Produzione
Il film, diretto da Paolo Bianchini su una sceneggiatura e un soggetto di Paolo Bianchini, Augusto Caminito, Maurizio Lucci, Mauro Severino, Robert Velher e Robert Velher, fu prodotto da Ray Ventura per la Summa Cinematografica e la Hoche Productions.

## Distribuzione
Il film fu distribuito in Francia dal 16 agosto 1966 al cinema dalla Les Films Fernand Rivers con il titolo Bagarre à Bagdad pour X-27.
Altre distribuzioni:
- in Italia il 12 agosto 1966 (Il gioco delle spie)
- negli Stati Uniti nel 1967 (Our Men in Bagdad)
- in Finlandia il 28 aprile 1967 (Miehemme Bagdadissa)
- in Belgio il 6 luglio 1967 (Brussels)
- in Germania il 1º febbraio 1997 (Agenten Poker, in TV)
- in Brasile (O Jogo dos Espiões)
- in Grecia (Stin skia ton kataskopon)

## Critica
Secondo il Morandini è un "comunissimo film di spionaggio con un'idea di partenza poco originale" che manca di progettualità nello sviluppo di base. Il cast risulterebbe sprecato.